# Gastón Pagano
Gastón Nicolás Pagano Peralta, noto semplicemente come Gastón Pagano (Montevideo, 8 ottobre 1988), è un ex calciatore uruguaiano, di ruolo difensore.

## Caratteristiche tecniche
È un difensore centrale.

## Carriera
Cresciuto nel settore giovanile del Cerro, ha esordito in prima squadra il 1º novembre 2009 disputando l'incontro di Primera División Profesional perso 3-2 contro il River Plate (M).